# صوتيلما
صوتيلما، ( بالفرنسية Société des télécommunications du Mali شركة اتصالات مالي SOTELMA ) هي شركة بمالي تأسست سنة 1989 وهو فرع للعملاق اتصالات المغرب الذي يستحوذ على 51% من رأسمالها مقابل 49% لدولة مالي.
ماليتل فرع لصوتيلما هي أكبر شركة هواتف نقالة في مالي وشبكتها تغطي أغلب المدن كباماكو، سيغو، سان.

## أهم المنافسين
أورنج مالي